# Tabódy Klára
Tabódy Klára, Thurmayer Klára Lívia (Rákospalota, 1915. január 12. – Milánó, 1986. augusztus 6.) magyar színésznő, festőművész, Turay Ida húga.

## Életútja
Turmayer Sándor festőművész, rajztanár és Szabadkay Lili leánya. A Színiakadémián tanult, ahol 1932-ben szerzett diplomát, majd tánctanulmányokat is folytatott Utassy Gizinél. 1932–34-ben a Fővárosi Operettszínházban játszott, 1932–33-ban Kabos Gyula tíztagú társulatában is fellépett, majd 1933-ban Pozsonyban és a Magyar Színházban szerepelt. 1934-ben a Víg-, 1933–34-ben a Király Színházban láthatta a közönség. Operettekben és zenés játékokban tűnt fel mint szubrett. Ezután egy revütársulat tagjaként szerepelt Hágában Latabár Árpád és Latabár Kálmán társaságában. Játszott Bécsben, a Theater an der Wienben, majd 1937 szeptembere és 1939 között Berlinben is, a Metropol Theaterben. Megfordult még Kölnben, Nürnbergben és Lipcsében. A második világháború elején olaszországi turnén járt. 1953-tól festeni tanult, s a színpadtól visszavonult. Képeit Münchenben és Milánóban állította ki.
Menyasszonya volt dr. Wiener Béla pozsonyi földbirtokosnak, 1943-ban pedig házasságot kötött Angello Formetti olasz gyárossal.

## Filmszerepe
- Balkezes angyal (1940-41) – Klári